# Катастрофа CRJ-200 под Алма-Атой
Катастрофа CRJ200 под Алма-Атой — авиационная катастрофа, произошедшая 29 января 2013 года. Авиалайнер Canadair CL-600-2B19 авиакомпании SCAT выполнял плановый внутренний рейс DV760 по маршруту Кокшетау—Алма-Ата, но при заходе на посадку рухнул на землю и полностью разрушился. Погибли все находившиеся на его борту 21 человек — 16 пассажиров и 5 членов экипажа.

## Самолёт
Canadair CL-600-2B19 (регистрационный номер UP-CJ006, серийный 7413) был выпущен 11 июля 2000 года (первый полёт совершил под тестовым б/н C-FMLV). Оснащён двумя турбовентиляторными двигателями General Electric CF34-3B1. 11 июля 2000 года был передан авиакомпании Cimber Air (борт OY-RJA); 29 января 2009 года авиакомпания сменила название (Cimber Sterling), б/н остался без изменений. 20 сентября 2012 года (через 4 месяца после банкротства Cimber Sterling) был куплен авиакомпанией SCAT, в которой получил бортовой номер UP-CJ006. На день катастрофы 12-летний авиалайнер совершил 22 975 циклов «взлёт-посадка» и налетал 25 707 часов.

## Экипаж и пассажиры
Состав экипажа рейса DV760 был таким:
- Командир воздушного судна (КВС) — 55-летний Владимир Николаевич Евдокимов. Очень опытный пилот, в авиакомпании SCAT проработал 11 лет и 6 месяцев (с 20 июля 2001 года). Управлял самолётами Ан-2, Ан-24, Ил-18, Ил-76, Як-42 и Boeing 737-300/500. В должности командира Canadair CL-600-2B19 — с 25 ноября 2011 года. Налетал 18 194 часа, 1227 из них на Canadair CL-600-2B19.
- Второй пилот — 43-летний Александр Владимирович Шарапов. Опытный пилот, в авиакомпании SCAT проработал 6 лет и 1 месяц (с 11 декабря 2006 года). Управлял самолётами Ан-2, Ан-24, Ан-26 и Як-42. В должности второго пилота Canadair CL-600-2B19 — с 21 декабря 2012 года. Налетал 3507 часов, 132 из них на Canadair CL-600-2B19.
- Пилот-наблюдатель — 22-летний Святослав Артурович Бабаян. В авиакомпании SCAT проработал 1 год и 10 месяцев (с 1 марта 2011 года), управлял самолётом Ан-24. На момент катастрофы проходил квалификацию на должность второго пилота Canadair CL-600-2B19. На данном рейсе не выполнял никаких обязанностей (летел на откидном кресле в кабине пилотов).

В салоне самолёта работали две стюардессы:
- Ирина Николаевна Кривоносова,
- Дина Ильдусовна Асфандиярова.

| Гражданство | Пассажиры | Экипаж | Всего |
| ----------- | --------- | ------ | ----- |
| Казахстан   | 15        | 5      | 20    |
| Кыргызстан  | 1         | 0      | 1     |
| Всего       | 16        | 5      | 21    |

## Хронология событий
Рейс DV760 вылетел из Кокшетау в 11:19 ALMT, на его борту находились 5 членов экипажа и 16 пассажиров. В 12:57 рейс 760 начал заходить на посадку в аэропорту Алма-Аты. Фактическая видимость на ВПП аэропорта Алматы составляла 200 метров, что выше метеоминимума аэродрома (75 метров), но хуже метеоминимума со стороны КВС (550 метров).
В 13:10, во время захода на посадку, КВС сообщил авиадиспетчеру об уходе на второй круг, но вскоре (в 13:10:49 ALMT) метка рейса DV760 исчезла с экранов радаров. На место катастрофы выехали 13 специалистов Республиканского оперативно-спасательного отряда МЧС (РОСО) и 3 единицы техники. По данным МЧС Казахстана, на месте падения самолёта работали оперативные группы ДЧС Алматы и Алматинской области, а также пожарные, спасательные и медицинские подразделения общей численностью 123 человека и 33 единицы техники, в том числе использовались специальные машины освещения для оказания содействия в работе оперативно-следственной группы.
На месте падения рейса 760 были обнаружены оба бортовых самописца, которые были направлены для расшифровки в российский Межгосударственный авиационный комитет (МАК), начавший расследование причин катастрофы. Главной транспортной прокуратурой по факту катастрофы было возбуждено и принято к своему производству уголовное дело по ч. 3 ст. 295 уголовного кодекса Казахстана («Нарушение правил безопасности движения и эксплуатации железнодорожного, воздушного или водного транспорта»).

## Реакция
Распоряжением президента Казахстана, день 31 января 2013 года был объявлен днём национального траура.
Президент Казахстана Нурсултан Назарбаев выразил соболезнование родным и близким погибших в катастрофе, а также дал распоряжение по оказанию необходимой помощи семьям погибших.

## Расследование
2 марта 2015 года МАК опубликовал окончательный отчёт расследования. Согласно отчёту, причиной катастрофы рейса DV760 стали ошибки пилотов; сбоев в работе систем самолёта не было обнаружено, все они вплоть до столкновения с землёй работали в штатном режиме.
Согласно отчёту, во время выполнения процедуры ухода на второй круг командир экипажа утратил контроль над управлением самолётом вследствие временной потери работоспособности (резкого ухудшения состояния здоровья), а второй пилот в этот момент поддерживал связь с авиадиспетчером, не принимал активного участия в управлении самолётом и не следил за показаниями приборов. Возможной причиной ухудшения состояния здоровья КВС стала хроническая ишемическая болезнь сердца, которая была выявлена в результате патологоанатомического исследования.